# Мурачо (Рим)
Мурачо је насеље у Италији у округу Рим, региону Лацио.
Према процени из 2011. у насељу је живело 27 становника. Насеље се налази на надморској висини од 277 м.